# Montezumia difficilis
Montezumia difficilis är en stekelart som beskrevs av Adolpho Ducke 1904. Montezumia difficilis ingår i släktet Montezumia och familjen Eumenidae. Inga underarter finns listade i Catalogue of Life.